# Arrach
Arrach je malé německé město v zemském okrese Cham ve vládním obvodu Horní Falc spolkové země Bavorsko. Skládá se z obcí Arrach a Haibühl, které byly sloučeny 1. května 1978. Radnice je v Haibühlu. Je oblíbeným turistickým letoviskem, součástí chráněné krajinné oblasti Bavorský les, německé části Šumavy.
Žije zde přibližně 2 300 obyvatel.

## Historie

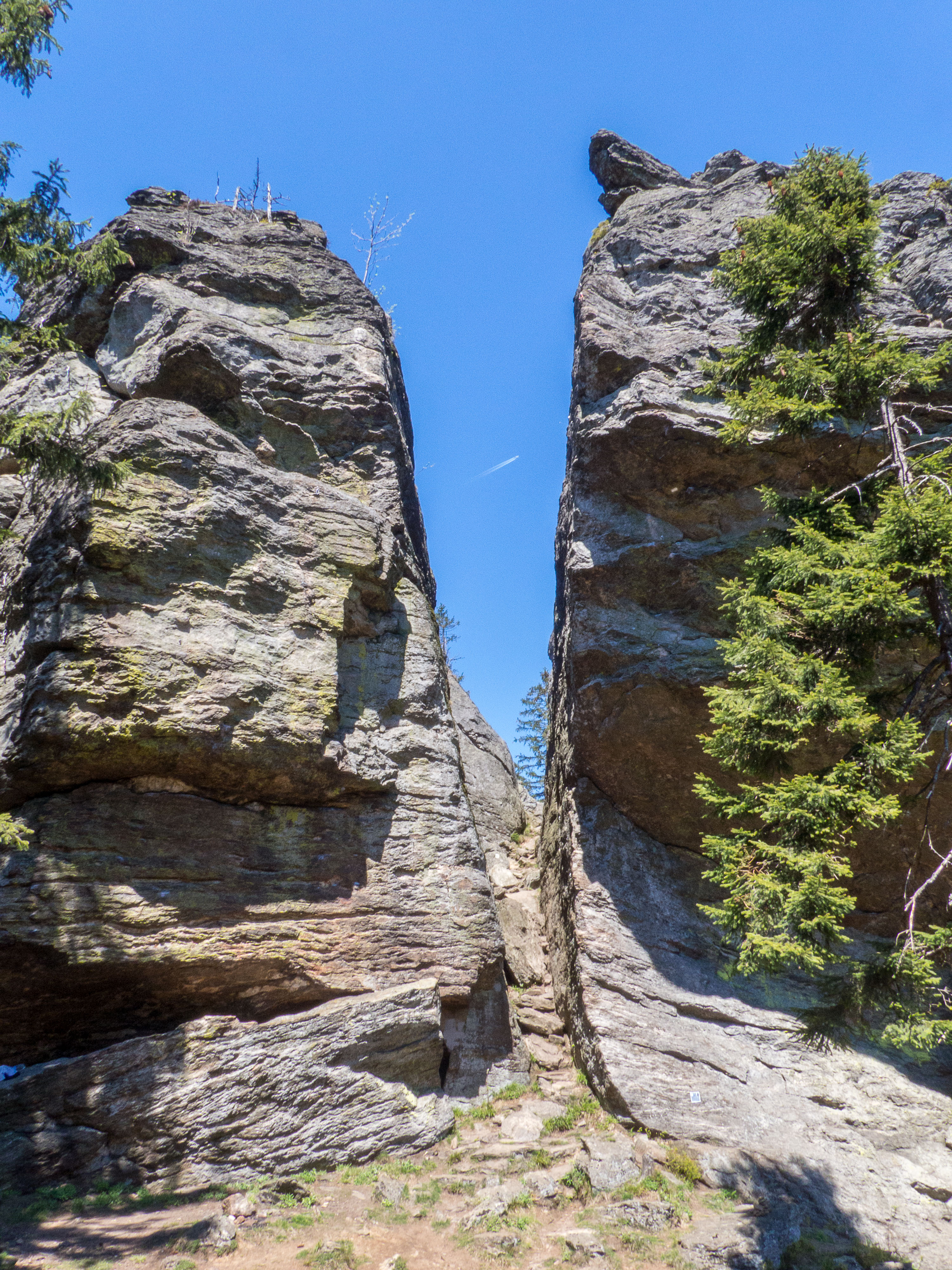
Chráněný krajinný útvar, skály Rauchröhren

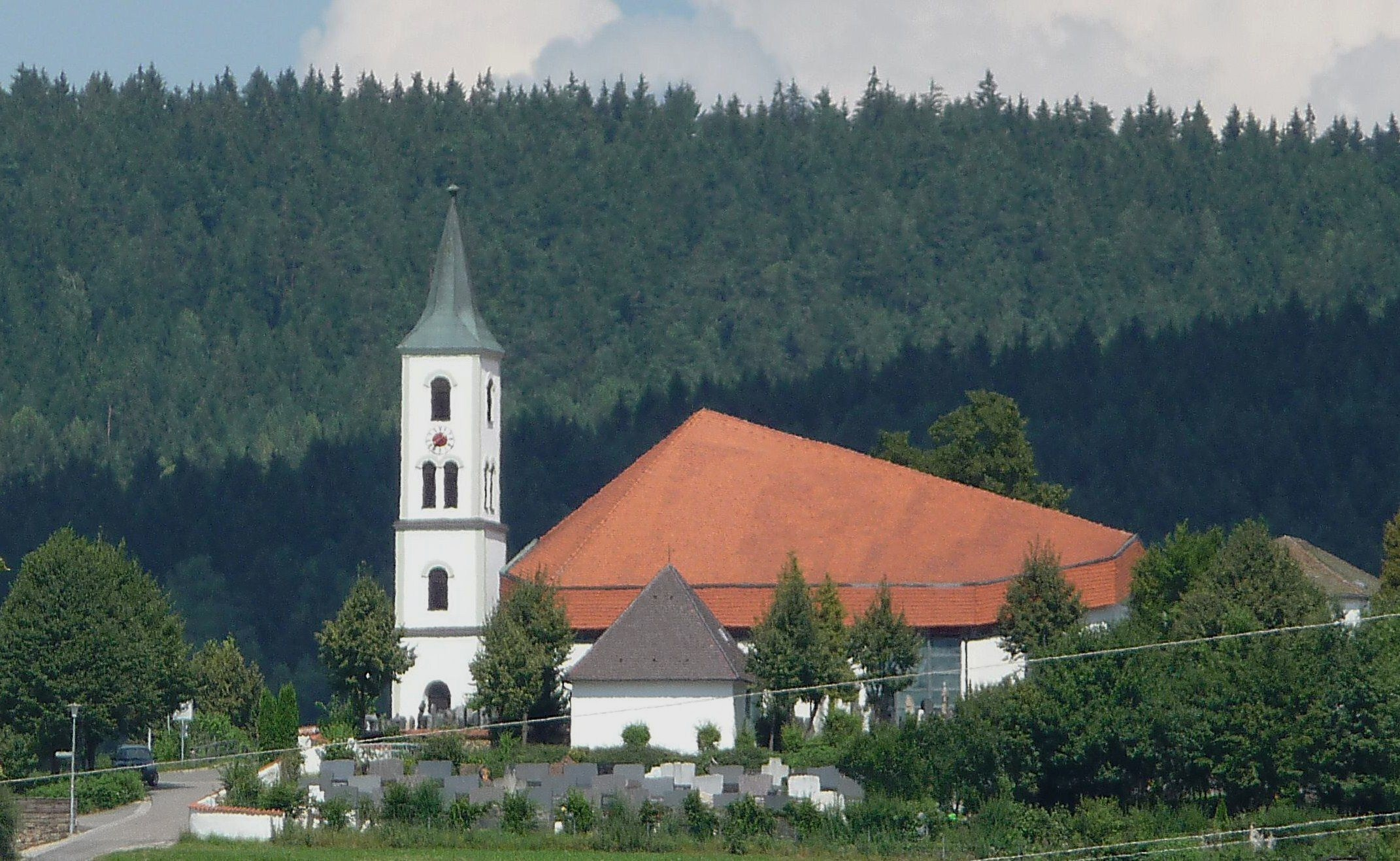
Kostel sv. Wolfganga v Haibühlu

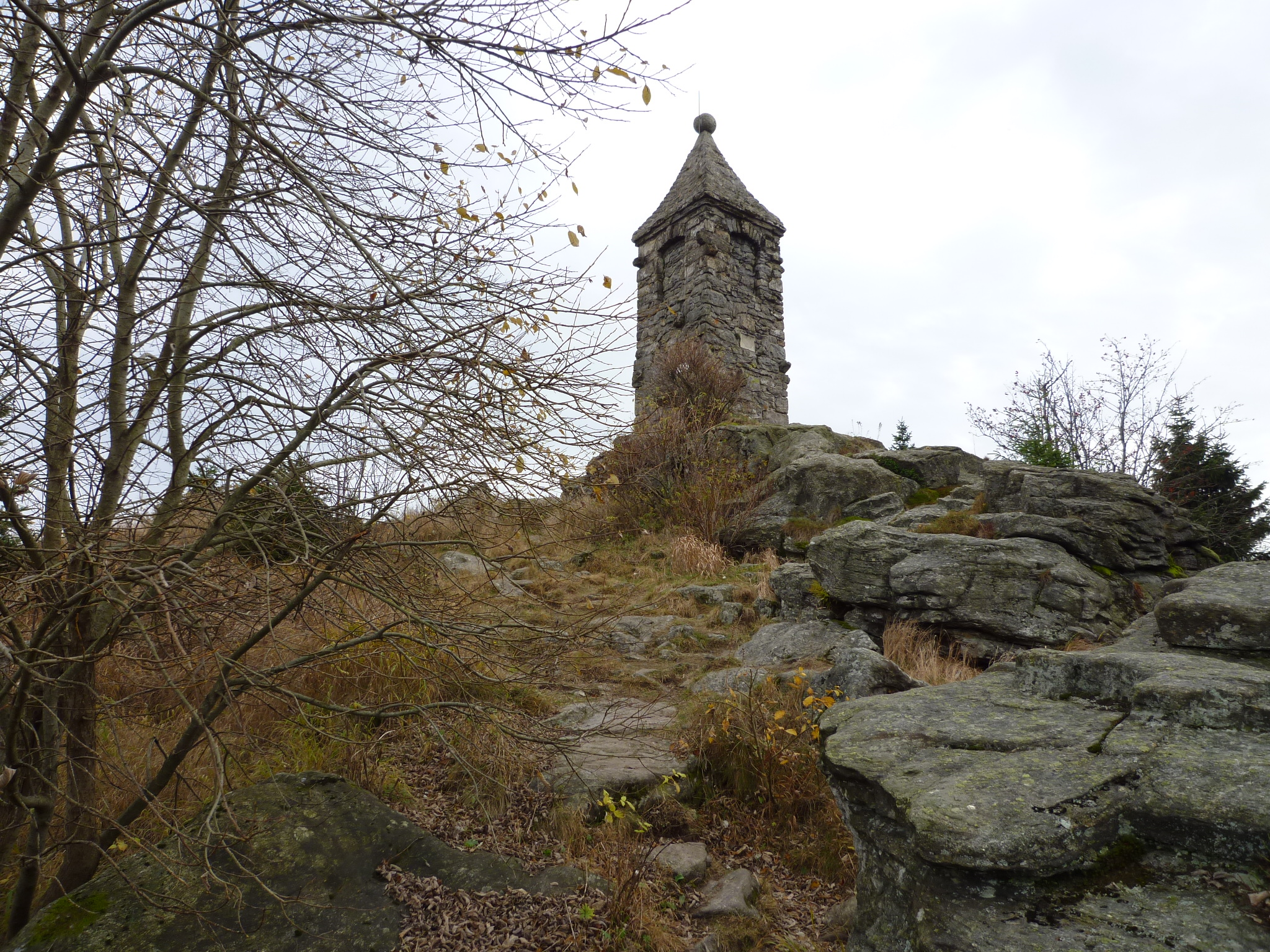
Waldschmidtův památník na Groß Riedelsteinu

První písemná zmínka o Arrachu je v listině z roku 1383. Toto založení obce umožnila kolonizace dosud pustého, zalesněného území ze 12. – 13. století, kterou organizoval benediktinský klášter Rott. V období reformace a německé selské války došlo k vylidnění. V letech 1580 – 1592 byla oblast Arrachu znovu osídlena. Klášter Rott zde vládl až do 17. století.
Po staletí se obyvatelé věnovali zemědělství, lesnictví a domácím řemeslům. Cestovní ruch se začal rychle rozvíjet od 70. let 20. století. Nyní tvoří tyto služby hlavní zdroj ekonomiky. Adaptací venkovských chalup a výstavbou stylových horských domů se zásadně rozšířila nabídka, počet přenocování turistů vzrostl z 54 000 v roce 1978 na 190 000 v roce 2007. Úměrně k tomu klesl počet stálých obyvatel. Od roku 1999 bylo ve Weißen Regenu otevřeno turistické středisko s koupalištěm „Seepark“.

## Pamětihodnosti
- Radnice v Haibühlu
- Kostel sv. Wolfganga v Haibühlu
- Moorlehrpfad - naučná přírodopisná stezka
- Muzeum řemesel Bavorského lesa
- Palírna destilátů

## Okolí
- Památník spisovatele Maximiliana Schmidta zvaného Waldschmidt na vrcholu hory Grosser Riedelstein (1133 m)